# Horný Bar
Horný Bar este o comună slovacă, aflată în districtul Dunajská Streda din regiunea Trnava. Localitatea se află la altitudinea de 120 m deasupra n.m., se întinde pe o suprafață de 11,78 km2 și numără 1.222 de locuitori. 

## Istoric
Localitatea Horný Bar este atestată documentar din 1245.

## Demografie
| An:                | 1994 | 2004    | 2014   | 2024   |
| ------------------ | ---- | ------- | ------ | ------ |
| Număr de persoane: | 1074 | 1208    | 1255   | 1313   |
| Diferență:         |      | +12,47% | +3,89% | +4,62% |

| An:                | 2023 | 2024   |
| ------------------ | ---- | ------ |
| Număr de persoane: | 1306 | 1313   |
| Diferență:         |      | +0,53% |